# Dorcadion scopolii
Dorcadion scopolii är en skalbaggsart som först beskrevs av Herbst 1784.  Dorcadion scopolii ingår i släktet Dorcadion och familjen långhorningar.
Artens utbredningsområde är Ukraina. Inga underarter finns listade i Catalogue of Life.

## Bildgalleri

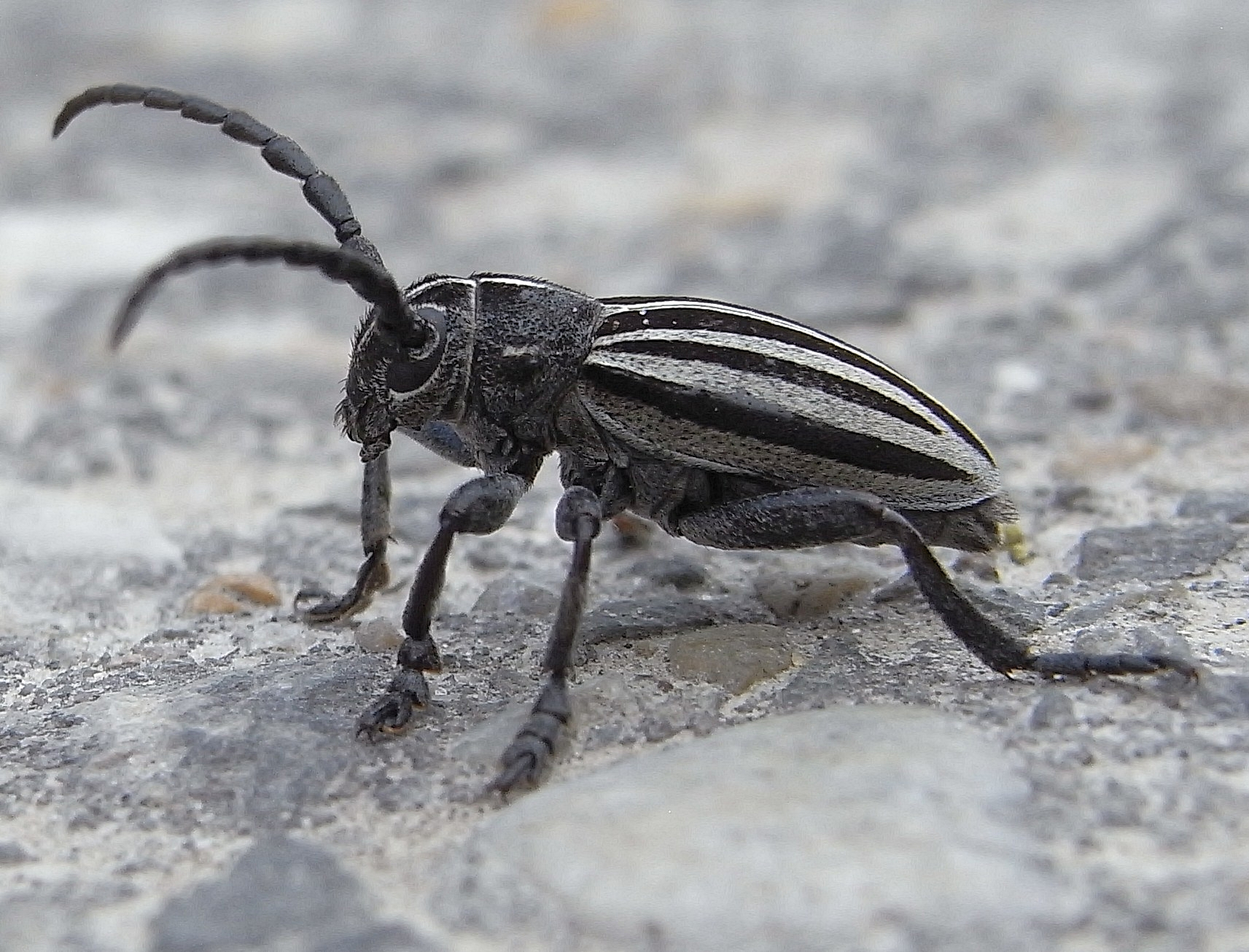
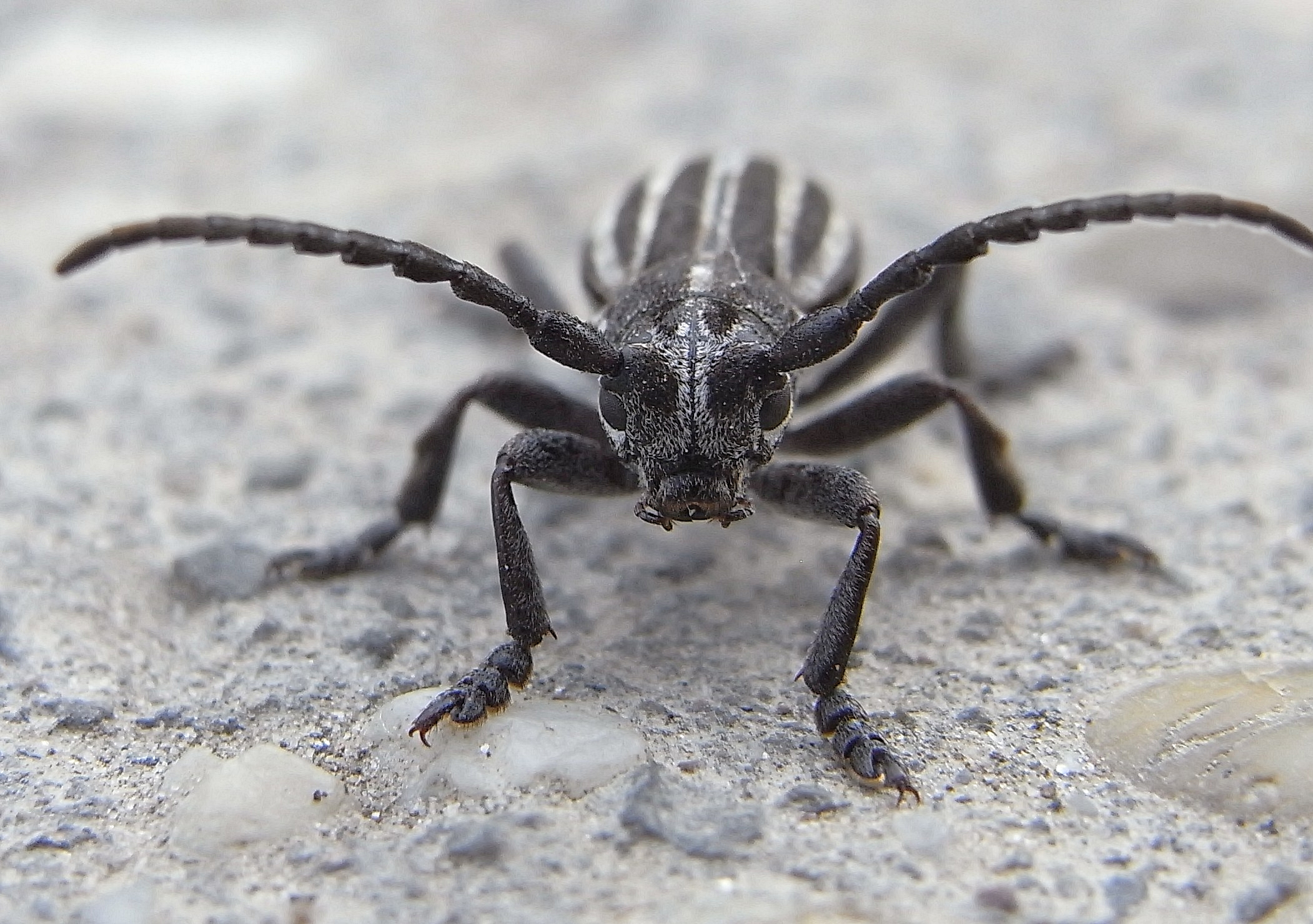
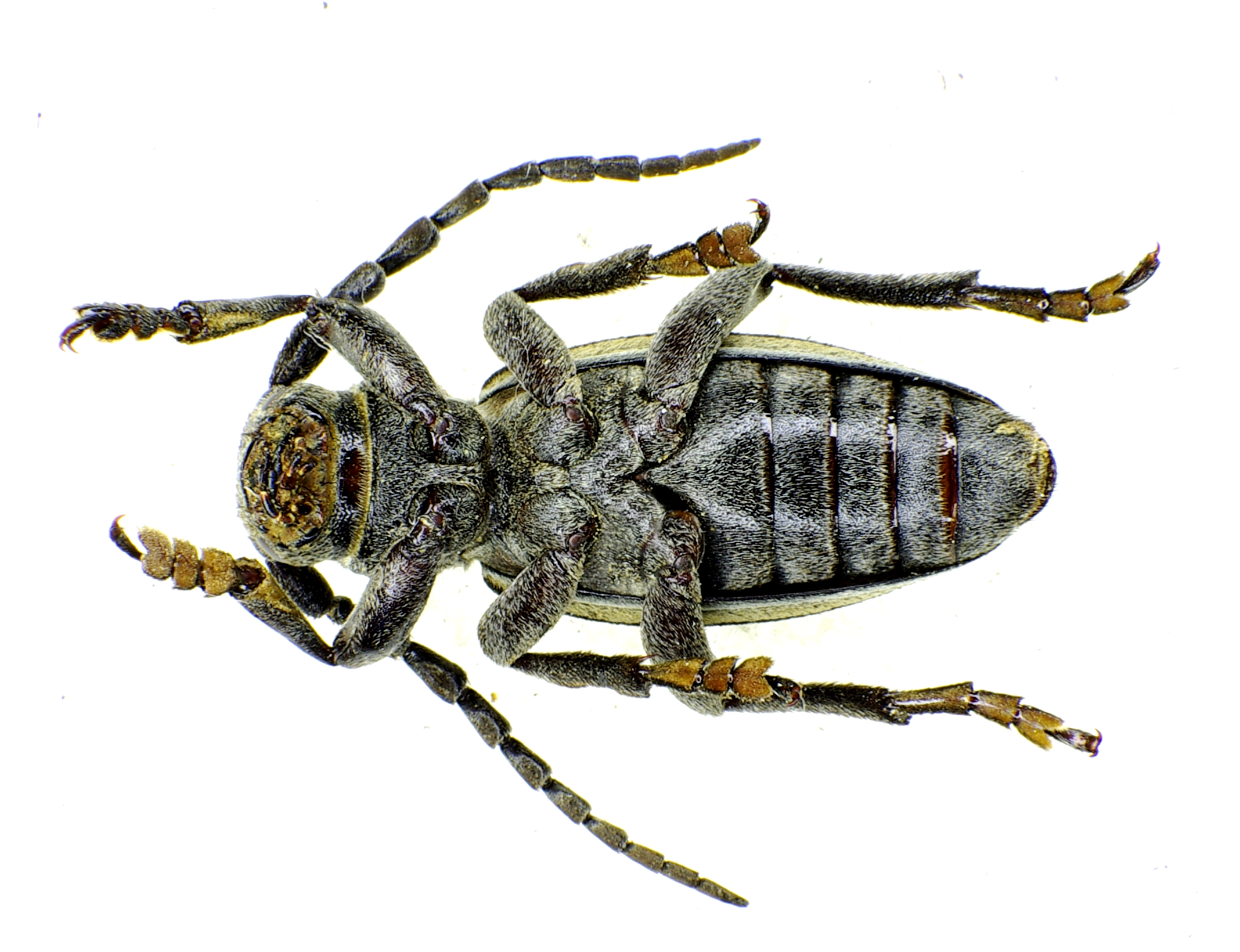
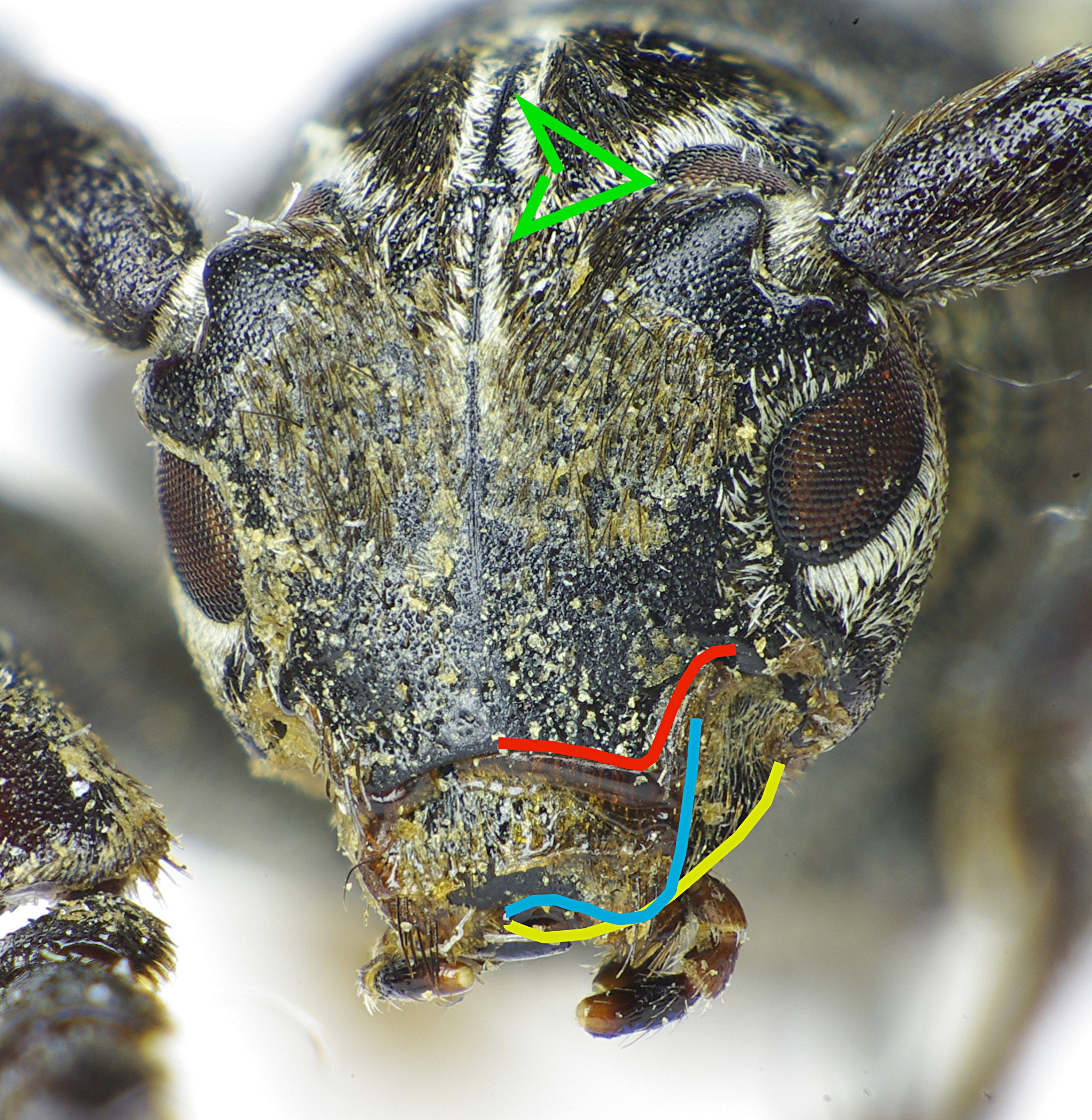